# ئی‌ای تایبرون
ئی‌ای تایبرون (انگلیسی: EA Tiburon) شرکت بازی ویدئویی آمریکایی است، که در سال ۱۹۹۴ تأسیس شد.